# Danuta Kądzielawa
Danuta Kądzielawa (ur. 4 marca 1944) − polska psycholog, profesor nauk humanistycznych, pracownik naukowy Wydziału Psychologii Uniwersytetu Warszawskiego, kierownik Katedry Neuropsychologii. Zajmuje się neuropsychologią kliniczną, zaburzeniami językowymi u ludzi z dysfunkcją mózgu oraz poznawczymi i językowymi mechanizmami przetwarzania tekstów metaforycznych.

## Kariera naukowa
Studia wyższe ukończyła w 1968 roku na Wydziale Psychologii i Pedagogiki Uniwersytetu Warszawskiego i z tą uczelnią związała swoją przyszłą karierę. W roku 1974 uzyskała stopień doktora nauk humanistycznych w zakresie psychologii ze specjalnością neuropsychologia kliniczna. Promotorem pracy doktorskiej był Tadeusz Tomaszewski. W 1984 roku uzyskała stopień doktora habilitowanego za rozprawę pt. Czynność rozumienia mowy. Analiza neuropsychologiczna. Tytuł naukowy profesora nauk humanistycznych uzyskała w 2002 roku. Członek komitetów Polskiej Akademii Nauk: Komitetu Nauk Neurologicznych i Komitetu Nauk Psychologicznych.
Pod jej kierunkiem w 1992 stopień naukowy doktora uzyskała Emilia Łojek.
W 1993 roku dostała zbiorową Nagrodę I stopnia Rektora UW za publikacje, a w 2009 roku za współautorstwo książki. W latach 1987–1990, 1996-1999 była prodziekanem, a w latach 1999-2005 − dziekanem Wydziału Psychologii UW.

## Wybrane publikacje
- Kądzielawa, D. (1983). Czynność rozumienia mowy. Analiza neuropsychologiczna. Wrocław: Ossolineum.
- Jarema, G., i Kądzielawa, D. (1990). Agrammatism in Polish: A case study. W: L. Menn i L. Obler (red.) Agrammatic Aphasia. A Cross-Language Narrative Sourcebook. Amsterdam, Philadelphia: John Benjamino P. C. 2, 817-893.
- Ulatowska, H., Sadowska, M., Kordys, J., i Kądzielawa, D. (1993). Selected Aspects of Narratives in Polish-Speeking Aphasics as Illustrated by Aesops Fables. W: H. H. Brownell i Y. Joanette (red.), Narrative Discourse in Neurologically Impaired and Normal Aging Adults. San Diego, California: Singular Publishing Group, Inc., 171-190.
- Kądzielawa, D. (1996). Afazja. W: A. Herzyk i D. Kądzielawa (red.) Zaburzenia w funkcjonowaniu człowieka z perspektywy neuropsychologii klinicznej. Lublin: Wydawnictwo UMCS, ss. 53-86.[5]

## Współpraca międzynarodowa
Współpracuje z Centre de Recherche du Centre Hospitalier Côte-Des-Neiges w Montrealu i Uniwersytetem Montrealskim.